# Мечеть Сирли
Мечеть Сирли (узб. Sirli masjid) — архитектурный памятник, расположенный на Кокандской улице в Намангане (Наманганская область, Узбекистан). Построена в XIX веке или в начале XX в кишлаке Тепакурган.
В настоящее время входит в список материального культурного наследия Узбекистана республиканского значения.

## История
Мечеть Сирли (в переводе обозначает расписная, золоченная, прекрасная) построена в XIX веке или в начале XX века в кишлаке Тепакурган (ныне селение в Наманганском районе). В разных источниках дата постройки мечете указана по разному. Например, писатель Абдулла Джабар пишет, что она была построена в 1840 году. Однако исследователь Б. Рузинов утверждает, что она была построена в 1910 году, после изучения входного портала мечети.
В советское время мечеть была закрыта. К концу 1980-х годов она пришла в полный упадок и заброшена. После обретения независимости Узбекистана, в 1990-х годах местные жители снова начали использовать мечеть. В 1998 году здание зарегистрировано как мечеть.
В 2002 году из-за короткого замыкания в электропроводке здание полностью сгорело. В 2002—2004 годах была построена новая купольная мечеть размером 22х18 метров, имеющая современный вид. Помимо мечети, в 2004—2007 годах построен минарет высотой 15 метров, комната имам-хатиба, помещение охраны, кладовая, кухня, столовая, комната для омовения и туалет. В 2008 году наружные стены мечети были отделаны хорезмским кирпичом в национальном стиле. В 2014 году интерьер были оформлены в национальном стиле, характерным для Ферганской долины. На 2023 год имамом в мечети работает Мансур Мансуров, окончивший Ташкентский исламский институт.

## Архитектура и планировка
Перед мечетью построен хауз (10,0 х 19,0 метров), а в глубине двора среди чинар виднеется её здание. Мечеть асимметрична и состоит из прямоугольного двухколонного зала (11,35 х 8,0 метров) и двухстороннего айвана. Главный фасад выстроен с навесом в 7 пролетов. В зале и на айване выстроены стрельчатые михрабы. Интерьер зала лишён декора, однако айван содержит пышные потолочные росписи, резные деревянные колонны украшены сталактитовыми капителями и фигуристыми внизу базами. Верх стен окаймлен широкой полосой геометрического орнамента, работы ферганских мастеров.